# Parc d'État de Tumalo
Le parc d'État de Tumalo (Tumalo State Park) est un Parc d'État créé en 1954.

## Écologie
Le parc est partiellement recouvert de genévriers occidentaux, quelques pins ponderosa, d'armoise tridentée dans les zones non exploitées et de saule, cornouiller soyeux, aulne et peuplier le long de la rivière Deschutes.
Des hirondelles sont fréquentes autour des falaises et des grands hérons le long des rives. Parmi d'autres oiseaux fréquents on trouve: mésange de Gambel, sturnelle de l'Ouest, moucherolle sombre, moucherolle gris, moucherolle de Hammond, paruline jaune, solitaire de Townsend, gros-bec errant, cardinal à tête noire, roselin de Cassin, sittelle pygmée, troglodyte familier, troglodyte de Baird, grive solitaire, solitaire de Townsend et jaseur d'Amérique. D'autres oiseaux moins fréquents sont: cincle d'Amérique, moucherolle tchébec, paruline noir et blanc, passerin nonpareil et colibri de Costa. Parmi les plus grands oiseaux on trouve: tourterelle triste, colin de Californie, pic flamboyant, pic mineur et pic chevelu - ainsi que des oiseaux de proie: chevêchette naine, grand-duc d'Amérique, balbuzard et pygargue à tête blanche.
Spermophile à manteau doré et tamia mineur sont des mammifères présents dans le parc. À l'aube et au crépuscule on peut apercevoir des cerfs mulet de Colombie. Spermophile de Californie, écureuil occidental, lapin pygmée, lapin de Nuttall, lièvre de Californie, mouffette rayée, porc-épic, raton-laveur et mouffette rayée habitent la  zone entourant le parc, ainsi que des coyotes et des lynx roux.